# Timo Letschert
Timo Letschert (* 25. Mai 1993 in Purmerend, Niederlande) ist ein niederländischer Fußballspieler.

## Karriere

### Verein

#### Anfänge
Letschert begann beim Amateurverein SDOB mit dem Fußballspielen, ehe er in die Jugend von Ajax Amsterdam wechselte. Nach zwei Jahren in der B-Jugend (U17) des HFC Haarlem wechselte er zur Saison 2010/11 in die A-Jugend (U19) des SC Heerenveen.
Nachdem er die Juniorenmannschaften durchlaufen hatte, wechselte Letschert zur Saison 2012/13 zum FC Groningen. Dort gehörte er zum Profikader, kam aber zunächst in der zweiten Mannschaft Jong FC Groningen in der Reserveliga zum Einsatz. Im April 2013 debütierte er in der Eredivisie und kam bis zum Saisonende auf insgesamt drei Einsätze (zweimal in der Startelf) in der höchsten niederländischen Spielklasse. Daneben spielte der Innenverteidiger 26-mal in der zweiten Mannschaft, für die er drei Tore erzielte. In der Saison 2013/14, in der Letschert bis Ende Januar dem Kader angehörte, folgten neun Erstligaeinsätze sowie sechs Einsätze in der zweiten Mannschaft.
Da Letschert seine Reservistenrolle unter dem Cheftrainer Erwin van de Looi nicht akzeptierte, einigte er sich mit dem Verein Ende Januar 2014 auf eine Vertragsauflösung und wechselte zum Ligakonkurrenten Roda Kerkrade. Bis zum Saisonende kam er auf elf Ligaeinsätze, in denen er stets in der Startelf stand, und stieg mit dem Verein in die 2. Liga ab.

#### Zwischen Utrecht und Sassuolo
Nachdem Letschert zum Beginn der Saison 2014/15 zu vier Zweitligaeinsätzen gekommen war, wechselte er am 1. September 2014 bis zum Ende der Saison auf Leihbasis zum Erstligisten FC Utrecht. In Utrecht kam Letschert auf 23 Erstligaeinsätze. Zur Saison 2015/16 nutzte der FC Utrecht eine Kaufoption, sodass Letschert langfristig im Verein blieb. In seiner zweiten Saison etablierte er sich als Stammspieler und absolvierte 34 Erstligaspiele (alle in der Startelf), in denen er drei Tore erzielte.
Zur Saison 2016/17 wechselte Letschert zum italienischen Erstligisten US Sassuolo Calcio, bei dem er einen Vertrag mit einer Laufzeit bis zum 30. Juni 2020 erhielt. In Sassuolo konnte sich Letschert nicht durchsetzen und kam in seiner ersten Saison zu neun Einsätzen in der Serie A. Auch in der Saison 2017/18 blieb Letschert Reservist und absolvierte sieben Serie-A-Spiele.
Am 17. August 2018 kehrte Letschert bis zum Ende der Saison 2018/19 auf Leihbasis zum FC Utrecht zurück. Dort etablierte er sich sofort wieder als Stammspieler und absolvierte 31 Ligaspiele (29-mal von Beginn), in denen er zwei Tore erzielte. Zur Sommervorbereitung 2019 kehrte Letschert nicht in den Kader der US Sassuolo Calcio zurück, sondern hielt sich mit weiteren aussortierten Spielern auf dem Trainingsgelände fit, während die Mannschaft ein Trainingslager in Trentino bezog.

#### Hamburger SV
Ende Juli 2019 wechselte Letschert in die 2. Bundesliga zum Hamburger SV, bei dem er einen Vertrag mit einer Laufzeit bis Ende der Saison 2019/20 unterschrieb. In seiner ersten Trainingswoche zog er sich einen Teilabriss des Außenbands im Knie zu und fiel bis Mitte September aus. Bis dahin hatten sich Rick van Drongelen und Gideon Jung unter dem Cheftrainer Dieter Hecking in der Innenverteidigung etabliert. Am 8. Spieltag kam Letschert zu seinem ersten Kurzeinsatz. Nachdem er in den folgenden Spielen zwischen Startaufstellung und Bank gependelt war, setzte er sich ab dem 16. Spieltag als Stammspieler durch und kam bis zum 33. Spieltag jeweils in der Startelf zum Einsatz. Während Letschert in der Innenverteidigung gesetzt war, spielte an seiner Seite meist sein Landsmann Rick van Drongelen, vereinzelt aber auch Ewerton oder Jordan Beyer. Vor dem letzten Spieltag zog er sich im Training eine Innenbandzerrung im Knie zu, womit die Saison für ihn beendet war. Letschert absolvierte 24 Zweitligaspiele (21-mal von Beginn), in denen er 2 Tore erzielte. Der HSV verpasste auf dem 4. Platz auch im zweiten Jahr den Wiederaufstieg in die Bundesliga, woraufhin sein auslaufender Vertrag nicht verlängert wurde.

#### AZ Alkmaar
Anfang September 2020 kehrte Letschert zur Saison 2020/21 in die Eredivisie zurück und schloss sich dem AZ Alkmaar an. Er unterschrieb einen Vertrag bis zum 30. Juni 2023. In der ersten Saison bestritt er 20 von 32 möglichen Ligaspielen sowie ein Pokalspiel und zwei Spiele in der Europa League. In der nächsten Saison wurde er beim Ligaspiel gegen Twente Enschede am 23. September 2021 ausgewechselt. Darüber wütend, nutzte er für die Rückfahrt vom Auswärtsspiel nicht den Mannschaftsbus. In der Folge wurde er im Rest der Saison nicht mehr aufgestellt und kam nur auf vier von 34 Ligaspielen sowie zwei Einsätze in der Qualifikation zur Europa League. Mitte August 2022 einigte er sich mit dem Verein über die Auflösung seines Vertrages.

#### Lyngby BK
Nachdem er etwas über einen Monat ohne Verein war, unterschrieb er Anfang Oktober 2022 einen Vertrag bis zum Saisonende beim Aufsteiger in die dänische erste Liga Lyngby BK. Dort absolvierte er bis zum Jahresende lediglich fünf Ligapartien bei den Profis sowie ein Pokalspiel für die Reservemannschaft.

#### Gwangju FC
Am 1. Januar 2023 gab dann der südkoreanische Erstligist Gwangju FC die Verpflichtung Letscherts bekannt.

### Nationalmannschaft
Letschert absolvierte zwischen August und Oktober 2013 drei Länderspiele in der niederländischen U-21-Nationalmannschaft. Im März 2016 wurde er vom damaligen Bondscoach Danny Blind in die A-Nationalmannschaft berufen, kam bei den Testspielen gegen Frankreich und England jedoch nicht zum Einsatz.